# Wager Glacier
Wager Glacier är en glaciär i Antarktis. Den ligger i Västantarktis. Argentina, Chile och Storbritannien gör anspråk på området. Wager Glacier ligger 103 meter över havet.
Terrängen runt Wager Glacier är varierad. Havet är nära Wager Glacier österut. Trakten är obefolkad. Det finns inga samhällen i närheten.